# Aeroportul Cape Gloucester
Aeroportul Cape Gloucester (IATA: CGC, ICAO: AYCG) este un aeroport din Papua Noua Guinee.
Situat la o altitudine de 24 m, aeroportul dispune de o singură pistă.